# Narciso Garay Díaz
Narciso Garay Díaz (ciutat de Panamà, 12 de juny, 1876 - Idem. 27 de març, 1953), va ser un compositor, violinista, musicòleg i diplomàtic panameny.

## Vida i obra
Narciso Garay va néixer l'any 1876 com a fill de l'important pintor colombià Epifanio Garay a la ciutat de Panamà, que llavors encara formava part de Colòmbia. Primer va anar a París amb els seus pares i allà va completar l'escola primària. El 1883 va ingressar a una "Ecole Comerciale de París". Quan els seus pares van tornar a Sud-amèrica, Narciso Garay va estudiar violí des de 1885 a l'Instituto Musical de Cartagena i a Bogotà. Va continuar aquests estudis de 1897 a 1898 al "Conservatoire royal de Musique de Bruxelles". De 1899 a 1900 va estudiar composició amb Vincent d'Indy a la Schola Cantorum de París i de 1902 a 1903 amb Gabriel Fauré en cursos superiors al Conservatori de París.
De 1904 a 1918 va dirigir la recentment fundada Escuela Nacional de Música a Panamà. Narciso Garay va treballar més tard al servei diplomàtic de Panamà.
Narciso Garay va treballar inicialment com a enviat a Cuba, Mèxic i Bolívia abans de servir com a enviat de Panamà a Alemanya del 1929 al 1931. El desembre de 1929, Narciso Garay va rebre les seves credencials com a ambaixador a Panamà de mans del president Paul von Hindenburg. En aquest acte van estar presents el ministre d'Afers Exteriors del Reich, Julius Curtius, el secretari d'Estat Carl von Schubert i el cap de protocol, el comte Franz von Tattenbach.
Posteriorment, Narciso Garay va ser nomenat rector de l'Instituto Nacional de Panamà i després ambaixador del seu país, primer a França i després a Anglaterra. Va ocupar aquests càrrecs fins al 1933. Després va tornar breument a l'Instituto Nacional i el 1934 va ser nomenat ministre de Cultura de Panamà. A més, es va convertir en membre de la comissió de negociació amb els Estats Units que va negociar el Tractat Arias-Roosevelt de 1936 (anomenat així pels presidents de Panamà, Harmodio Arias Madrid, i dels EUA, Franklin D. Roosevelt), que va donar a Panamà de manera significativa. més drets d'autodeterminació al seu territori i a la zona del canal. Després va ser nomenat ministre d'Afers Exteriors i Comerç i Indústria, càrrec que va ocupar fins al 1939. De 1940 a 1949 va tornar a ser ambaixador a Colòmbia i Costa Rica.
A més de diversos assaigs sobre el folklore panameny, Narciso Garay va escriure l'obra Tradiciones y cantares de Panamá, que va rebre molta atenció per part dels experts. Ensayo folklórico (Panamà i Brussel·les 1930, "Tradicions i cançons de Panamà. Assaig sobre el folklore").
Entre les seves composicions hi ha música de cambra com la Fuga per a quartet de corda, la Sonata per a violí i piano, obres per a piano com la Suite antigua i cançons amb acompanyament de piano com Le chat, Le parfum impérissable o Sous l'épais sycomore.